# Jeschiwa in Hunsdorf

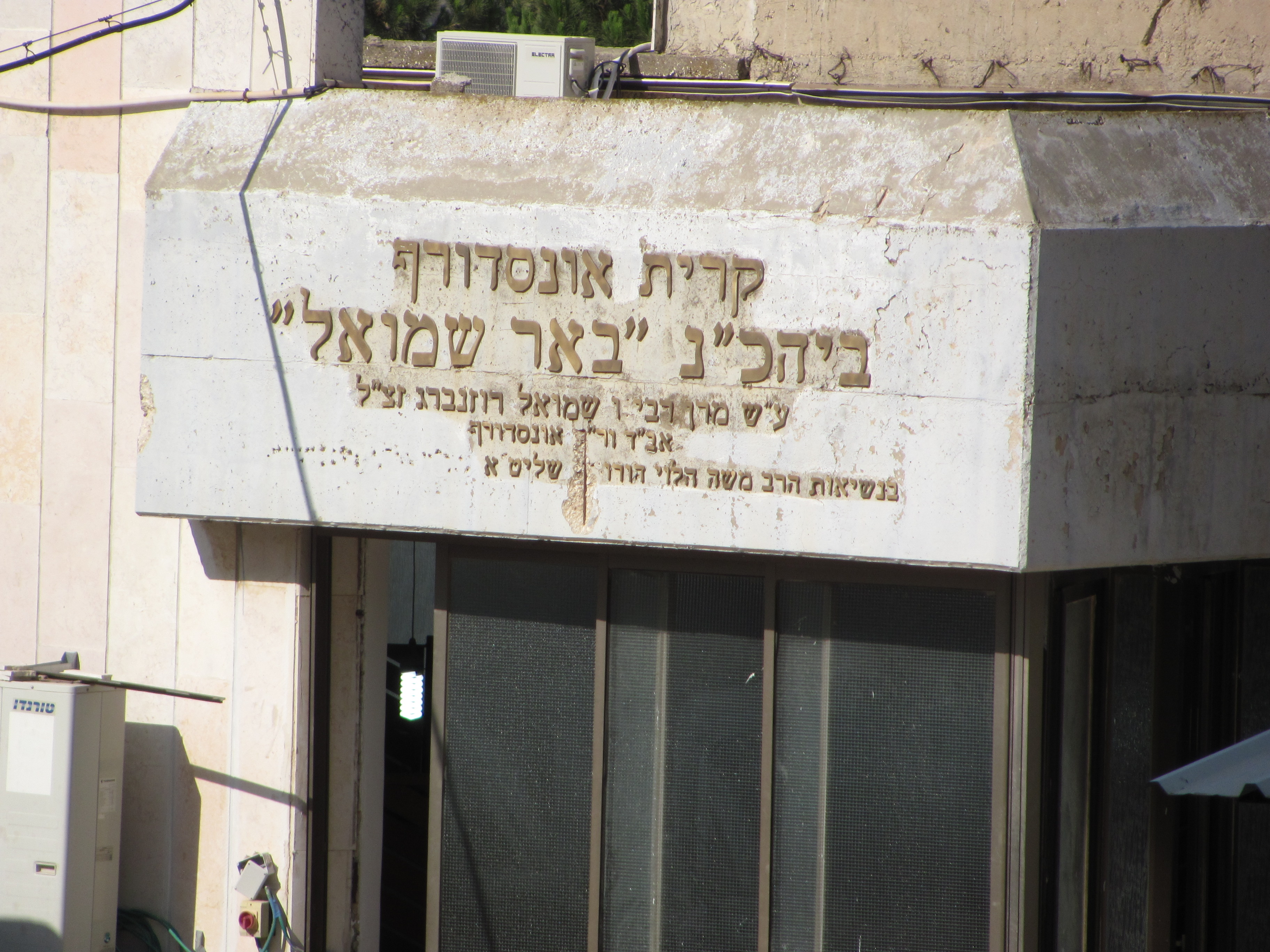
Eingang der Be'er-Shmuel-Synagoge in Kiryat Unsdorf (Jerusalem), benannt nach dem Hunsdorfer Rabbi Samuel Rosenberg

Die Jeschiwa in Hunsdorf bzw. Huncovce war eine jüdische Bildungseinrichtung in Huncovce (Hunsdorf) in der Hohen Tatra in der Slowakei.
Der Rabbiner Samuel Rosenberg (1825–1918), der in seiner Gemeinde als Wundertäter galt und Zaddik genannt wurde, war lange an ihr tätig.
Die Jeschiwa wird vom ANU – Museum des Jüdischen Volkes als die zweitwichtigste in Europa nach der Jeschiwa von Pressburg bezeichnet.
Sie wurde von den ungarischen Behörden und auch von der tschechoslowakischen Republik als Hochschuleinrichtung anerkannt. In den Jahren von 1908 bis 1910 wurde sie von 300 Studenten aus der ganzen Welt besucht. Als Rabbiner Joseph Horowitz, der Leiter der Jeschiwa, die Stadt 1931 verließ, wurde die Jeschiwa geschlossen.